# Bành (họ)
Bành là một họ của người châu Á. Họ này có mặt ở Việt Nam, Trung Quốc (chữ Hán: 彭, Bính âm: Peng) và Triều Tiên (tuy rất hiếm, Hangul: 팽, Romaja quốc ngữ: Paeng). Trong danh sách Bách gia tính họ này đứng thứ 47, theo truyền thuyết Trung Quốc thì người đầu tiên mang họ Bành là Bành Tổ, người theo truyền thuyết đã thọ tới 800 tuổi.

## Người Việt Nam
- Bành Bảo, tên thật Bành Hữu Bảo, nhà biên kịch điện ảnh Việt Nam[1]
- Bành Châu, tên thật Bành Hữu Châu, nhà biên kịch điện ảnh Việt Nam[2]
- Bành Văn Trân, chính trị viên Đại đội 10 đặc công Sài Gòn - Gia Định

## Người Trung Quốc
- Bành Tổ, nhân vật truyền thuyết
- Bành Việt, tướng thời Hán Sở
- Bành Kỷ, tướng thời Bắc Tống, nhân vật trong tiểu thuyết Thủy hử
- Bành Oánh Ngọc, thủ lĩnh khởi nghĩa Khăn Đỏ
- Bành Đức Hoài, Nguyên soái Giải phóng quân Trung Quốc
- Bành Chân, thị trưởng Bắc Kinh
- Bành Vu Yến, diễn viên Đài Loan
- Bành Quán Anh, diễn viên Trung Quốc
- Bành Lệ Viện, ca sĩ dân ca Trung Quốc, phu nhân Chủ tịch Trung Quốc Tập Cận Bình
- Bành Tiểu Nhiễm, nữ diễn viên Trung Quốc